# Mechtersen
Mechtersen er en kommune i den nordvestlige del af Landkreis Lüneburg i den tyske delstat Niedersachsen, og er indbyggermæssigt den mindste kommune i Samtgemeinde Bardowick. Kommunen ligger i nordenden af Lüneburger Heide.

## Nabokommuner
Nabokommuner er Radbruch, Vögelsen, Reppenstedt, Kirchgellersen og Reppenstedts Eksklave Dachtmisser Bruch.